# Rusi v Moldaviji
Rusi v Moldaviji so druga največja etnična manjšina v državi. Po popisu prebivalstva v Moldaviji leta 2004 in ločenem popisu prebivalstva iz leta 2004 v Pridnestrju se je približno 370.000 oseb v Moldaviji opredelilo za etnične Ruse.
| Identifikacija | Moldavski popis | % Moldavije | Pridnestrski popis | % Pridnestrja + Bendra | Skupaj  | %      |
| -------------- | --------------- | ----------- | ------------------ | ---------------------- | ------- | ------ |
| Rusi           | 201,218         | 5,95 %      | 168.678            | 30,37 %                | 369.896 | 9,39 % |

Rusofono prebivalstvo bi lahko bilo še večje, če upoštevamo, da so nekateri etnični Ukrajinci, Gagavzi in Bolgari morda rusofoni.
| Moldavsko prebivalstvo | Moldavsko (romunski) | Rusko          | Ukrajinsko    | Gagavško      | Bolgarsko    | Drugi jeziki |
| Po maternem jeziku     | 2,588,355 76.51%     | 380,796 11.26% | 186,394 5.51% | 137,774 4.07% | 54,401 1.61% | 35,612 1.04% |
| Po prvem tujem jeziku  | 2,543,354 75.17%     | 540.990 15.99% | 130,114 3.85% | 104.890 3.10% | 38,565 1.14% | 25.419 0.75% |

Območje Pridnestrja, v katerem prevladujejo Rusi in Ukrajinci, se je zaradi bojazni pred ponovno združitvijo z Romunijo umaknila nadzoru vlade.

## Zgodovina
Rusi so Moldavijo (takrat še Besarabija) naselili po priključitvi k ruskemu carstvu leta 1812. Moldavci pod rusko oblastjo so uživali privilegije, jezik Moldavcev pa je bil poleg ruščine uveljavljen kot uradni jezik v vladnih institucijah Besarabije. Založbe, ki jih je ustanovil nadškof Gavril Bănulescu-Bodoni, so lahko med letoma 1815 in 1820 izdajalr knjige in liturgična dela v moldavščini, do obdobja rusifikacije med leti 1871 in 1905, kjer je bila romunščina nadomeščena z ruščino. V obdobju je potekala najvišja stopnja asimilacije v Ruskem imperiju. Romunščina se je še naprej uporabljala kot domači pogovorni jezik, ki so ga večinoma govorili Romuni, bodisi kot materni ali kot prvi tuji jezik. Številni Romuni so spremenili svoje priimke v ruske. 
Leta 1918 je po razpadu Ruskega cesarstva nadzor nad celotno Besarabijo pripadel Kraljevini Romuniji. Po prevzemu je sledila romunizacija etničnih manjšin, večinoma Rusov. Leta 1940 je Besarabijo zahtevala Sovjetska zveza ter tako izpod današnje moldavsko-ukrajinske delitve prešla pod nadzorstvo Sovjetske zveze. Med romuniziranimi Rusi so bili tudi potomci Romunov, ki so bili v preteklosti podvrženi rusificiranju; ker pa mnogi Rusi romunskega porekla govorijo romunščino kot prvi ali drugi jezik, so zlahka spoštovali zakone o romunizaciji.
Po sovjetski okupaciji Besarabije leta 1940 so Romuni doživeli deja vu, spet so prešli pod kolonialno moč Rusov. Romunsko prebivalstvo Besarabije so sovjetske oblasti preganjale na etnični ter tudi socialni, izobraževalni in politični podlagi, zlasti v letih po aneksiji, ter ponovno uvedli rusifikacijo. Med Romuni, ki so živeli tukaj, so bili tudi potomci Ukrajincev in Rusov, ki so bili v preteklosti podvrženi politiki romunizacije.
Danes ima ruščina status »jezika medetnične komunikacije«, od sovjetskih časov pa se še vedno pogosto uporablja na mnogih ravneh družbe in države. Glede na zgoraj omenjeno nacionalno politično zasnovo v Moldaviji prevladuje značilna rusko-romunska dvojezičnost.
Ruščina je dobila uradni status v Gagavziji, regiji na jugu države, v kateri živijo večinoma etnični Gagavzi, in v odcepljenemu Pridnestrju na vzhodu države.
380.796 ljudi (11,25 %) ruščino opredeli za svoj materni jezik, približno 540.990 (16 %) pa ga govori kot jezik okolja, vključno s 130.000 etničnimi Moldavci. Je materni jezik za 93,2 % etničnih Rusov in jezik okolja za 4,9 % Moldavcev, 50,0 % Ukrajincev, 27,4 % Gagavzov, 35,4 % Bolgarov in 54,1 % drugih etničnih manjšin.
V luči ruske invazije na Ukrajino in ogorčenja nad domnevnimi Rusi, ki so vandalizirali pokopališče za vojake iz druge svetovne vojne, je vlada Moldavije aprila 2022 prepovedala simbola »V« in Z. Proruske stranke v Moldaviji so proti prepovedi nacionalističnih simbolov protestirale in moldavsko vlado obtožile izbrisa njihove zgodovine.